# Schoolgirl
Schoolgirl är Kim Wildes första singel på studioalbumet Another Step år 1986.
Singeln Schoolgirl släpptes i Australien och många europeiska länder, dock inte Storbritannien. Detta var första gången Wilde hade givit ut en singel som hon hade varit med och skriva text till. Denna singel var inspirerad av Wildes lillasyster Roxanne Wilde, och skrevs färdigt strax efter Tjernobylkatastrofen i forna Sovjetunionen, dagens Ukraina.
Singeln hade en B-sida vars titel var "Songs About Love", det fanns även en 12"-version av singeln.

## Listplaceringar
| Länder (1986) | Topplaceringar |
| ------------- | -------------- |
| Danmark       | 7              |
| Tyskland      | 38             |